# Фронтовая страница
«Фронтовая страница» (бел. Франтавая старонка) — повесть белорусского писателя Василя Быкова, написанная в 1960 году и опубликованная в 1961 году в журнале «Полымя» (№ 3). В повести раскрываются взаимоотношения трёх красноармейцев, попавших в окружение в начале 1945 года в ходе боёв за Венгрию.
Первая публикация на русском языке — в журнале «Октябрь» (№ 9 за 1963 год) в переводе Михаила Горбачёва. В 1964 году последовало издание повести в сборниках с другими произведениями Быкова, в том числе в «Роман-газете» (№ 19).

## Сюжет
Март 1945 года. Советская Армия освобождает Венгрию, но немцы предпринимают контрнаступление. От разбитого и отступившего советского полка на поле сражения остаются три выживших артиллериста, которые не могут бросить орудие. Это раненый в руку молодой и нерешительный Тимошкин, глазами которого показано всё происходящее, наводчик Щербак, сильный и надёжный боец, которого Тимошкин считает своим другом, и ездовой Здобудько. Забрав тяжёлый клин от орудия, бойцы ночью под метущим снегом всё-таки отступают на восток, чтобы пробраться к своим. По дороге через кукурузные поля они внезапно встречают ещё одного выжившего, полкового писаря Блищинского, которого Тимошкин знает с детства. Тем не менее, симпатии к нему Тимошкин не испытывает, зная о подлой натуре своего земляка, которые нередко врёт, а потом оборачивает дело в свою пользу. Блищинский сообщает остальным, что он несёт документы, которые остались от майора Андреева, умершего у него на руках.
Из темноты раздаётся пулемётная очередь, и Здобудько исчезает. Щербак идёт искать его, а Блищинский и Тимошкин несколько часов ждут, причём Блищинский предлагает пойти дальше, поскольку Щербака либо убили, либо он сам давно бросил их и пошёл другой дорогой. Тимошкин сопротивляется, зная, что Щербак никогда не бросит своих, но, когда Блищинский уходит, через некоторое время идёт за ним. Ближе к рассвету они оказываются у селения, где стоят немцы. С трудом перебравшись через шоссе, они устраиваются у скирды. Впереди немцы строят оборонительное укрепление, при свете дня пройти мимо них невозможно. Внезапно появляется Щербак, который несёт умирающего Андреева: как выясняется, Блищинский обманул всех, сказав, что тот умер. Здобудько убит немцами. Увидев неподалёку в стороне хутор, Щербак делает попытку разведать, есть ли там немцы, поскольку обмороженный Андреев иначе не выживет. Он подходит к избе, но оттуда стреляют, и Щербак, отстреливаясь, падает, будучи раненым или убитым. Тимошкин, который один не смог бы вынести Щербака, под дулом автомата гонит туда Блищинского, и они с трудом доволакивают раненого обратно к скирде. Андреев тем временем умирает.
Поздно вечером немцы, рассыпавшись цепью, наступают на скирду. Щербак, Тимошкин и Блищинский берут по автомату и рассредоточиваются вокруг скирды, чтобы отстреливаться. У Щербака и Тимошкина почти кончаются патроны, при этом Тимошкин замечает, что Блищинского нет, поскольку тот сбежал. Злость от очередного предательства Блищинского заставляет Тимошкина цепляться за жизнь, чтобы в будущем разоблачить его. Он взваливает на себя Щербака и под огнём преследователей бежит дальше на восток, где происходит бой. Выбившись из сил, он и Щербак продолжают отстреливаться, но Щербака снова ранят, и он просит Тимошкина уходить. Когда тот отказывается, Щербак предпочитает застрелиться. Тимошкин, понимая, что теперь он сам должен выжить, уходит от преследования, чтобы попасть к своим.

## Отзывы
В литературе отмечалось, что повесть «Фронтовая страница» «даёт возможность поставить вопрос о повторяемости ситуаций в произведениях Быкова»: так, сходные конфликты между героями представлены в «Журавлином крике» (Глечик — Овсеев), во «Фронтовой странице» (Тимошкин — Блищинский) и в «Третьей ракете» (Лозняк — Задорожный). При этом речь идёт не о «самоповторении», а о «попытке рассмотреть явление с различных сторон, в различных контекстах»: так, только во «Фронтовой странице» «конфликт между эгоизмом и человечностью является главным предметом изображения».

## Экранизации
В 2015 году по мотивам произведений Быкова «Дожить до рассвета» и «Фронтовая страница» был снят российский художественный фильм «Лейтенант».